# Komturzy malborscy
Jest to chronologiczna lista komturów zakonu krzyżackiego sprawujących władzę w regionie Malborka od powstania komturstwa do momentu umiejscowienia w Malborku stolicy państwa zakonu krzyżackiego:
Komturzy malborscy:
- Henryk von Weilnau 1283–1298/1299
- Otto 1299
- Eberhard von Virneburg 1302–1304
- Jan von Alvensleben 1305–1309